# (1966) Tristan
(1966) Tristan ist ein Asteroid des inneren Hauptgürtels. Die niederländischen Astronomen Cornelis Johannes van Houten und Ingrid van Houten-Groeneveld an der Universität Leiden entdeckten ihn auf Aufnahmen, die am 24. September 1960 von Tom Gehrels am Palomar-Observatorium in Kalifornien im Rahmen der Palomar-Leiden-Survey (PLS) gemacht wurden, bei einer Helligkeit von 18,2 mag. Nachträglich konnte der Asteroid bereits auf Aufnahmen nachgewiesen werden, die am 14. April 1951 am Observatorio Astronómico de La Plata in Argentinien und am 22. Mai 1955 ebenfalls am Palomar-Observatorium gemacht worden waren.
Der Asteroid wurde nach Tristan benannt, einem der Ritter der Tafelrunde.

## Wissenschaftliche Auswertung
Eine Auswertung von Beobachtungen durch das Projekt NEOWISE im nahen Infrarot führte 2011 für den Asteroiden zu vorläufigen Werten für den Durchmesser und die Albedo im sichtbaren Bereich von 8,4 km bzw. 0,10.
Aus einer Kombination von photometrischen Daten der Lowell Observatory Database mit thermischen Infrarot-Messungen von NEOWISE konnte in einer Untersuchung von 2018 für ein ellipsoidisches Gestaltmodell von (1966) Tristan eine prograde Rotation und eine Rotationsperiode von 3,47722 h bestimmt werden.